# Strawberry Fields Forever
«Strawberry Fields Forever» –en español: «Campos de Fresa por siempre» o «Eternos Fresales»–  es una canción de la banda británica de rock The Beatles. Compuesta por John Lennon (atribuida al tándem Lennon-McCartney), la canción está inspirada en los recuerdos de la niñez de Lennon, cuando jugaba en el jardín de un hogar infantil del Ejército de Salvación llamado Strawberry Field, situado cerca de donde él había crecido en Liverpool.
Originalmente, se pensó que «Strawberry Fields Forever» se incluiría en el álbum Sgt. Pepper's Lonely Hearts Club Band, pero en su lugar se lanzó en febrero de 1967 como un sencillo doble lado A con la canción de McCartney «Penny Lane». «Strawberry Fields Forever» alcanzó el número ocho en los Estados Unidos, con varios críticos describiéndola como una de las mejores grabaciones del grupo. Es una de las obras que definió el rock psicodélico y ha sido versionada por muchos otros artistas. La canción después fue incluida en el LP estadounidense Magical Mystery Tour. El memorial de Strawberry Fields, en Central Park de la ciudad de Nueva York (cerca del lugar del asesinato de Lennon en el edificio de apartamentos The Dakota) fue nombrado en honor de la canción.
En el 2004 se colocó en el puesto n.º 76 de "las 500 mejores canciones de todos los tiempos" según la revista Rolling Stone, en la actualización de 2021, se colocó en el puesto n.º 7, siendo la mejor canción de The Beatles de la lista.

## Antecedentes y composición

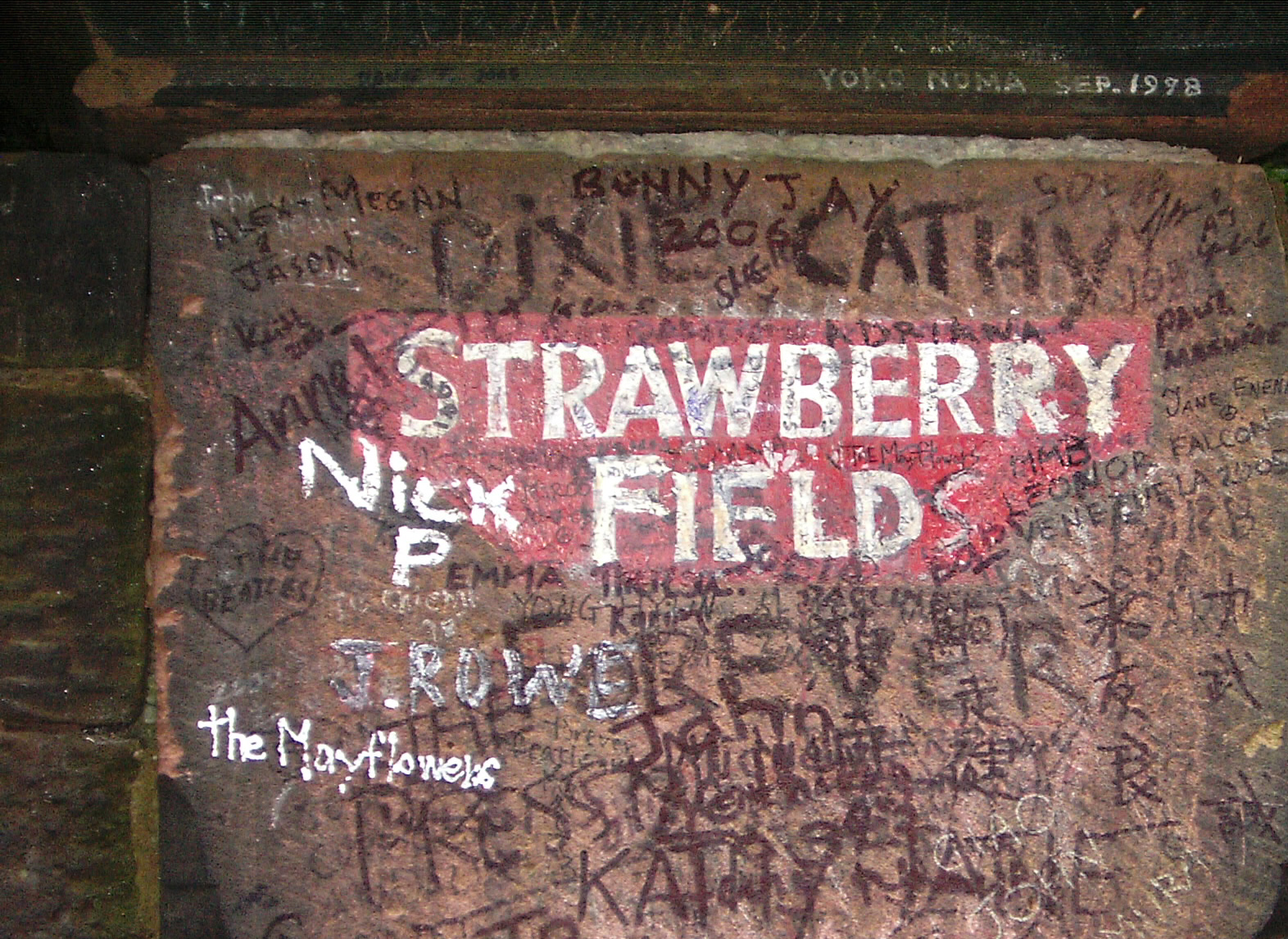
Inscripción a la entrada del parque Strawberry Field, en 2006. Este sitio se convirtió en una atracción turística popular en Liverpool.

Strawberry Field (no «Fields») era el nombre de un orfanato del Ejército de Salvación, cerca de la casa de John Lennon en Woolton, un suburbio de Liverpool. Lennon y sus amigos de la infancia Pete Shotton, Nigel Whalley, e Ivan Vaughan solían jugar en el jardín arbolado que se encontraba detrás de la casa. Una de las aventuras de la infancia de Lennon era sobre una fiesta de jardín celebrada cada verano en Calderstones Park (localizado a un costado de la casa del Ejército de Salvación) cada año, donde una banda del Ejército tocaba. La tía de Lennon Mimi Smith recordó: «Tan pronto como podíamos oír a la banda del Ejército de Salvación comenzar a tocar, John saltaba arriba y abajo gritando, "Mimi, vamos. Llegaremos tarde"».
Tanto la canción «Strawberry Fields Forever» de Lennon como «Penny Lane» de McCartney comparten el tema de la nostalgia por los primeros años que pasaron en Liverpool. A pesar de que ambas se refieren a lugares reales también tienen fuertes connotaciones surrealistas y psicodélicas. El productor George Martin dijo que cuando escuchó por primera vez «Strawberry Fields Forever» pensaba que evocó un «mundo de sueños brumoso e impresionista».
Para Lennon el periodo de su composición fue de cambio y perturbación. The Beatles acababan de retirarse de una gira después de uno de los periodos más difíciles de su carrera, incluyendo la controvertida frase «más populares que Jesucristo», y el desaire no intencional hacia Imelda Marcos, la primera dama de Filipinas. El matrimonio de Lennon con Cynthia Powell estaba fallando, y comenzaba a consumir cantidades crecientes de drogas, especialmente el poderoso alucinógeno LSD, así como la marihuana, de la cual había fumado durante el tiempo que pasó en España. Lennon habló sobre la canción en 1980 mencionando «Yo era diferente a los demás, lo he sido toda mi vida. El segundo verso dice: "Creo que no hay nadie en mi árbol." Bueno, yo era muy tímido y estaba lleno de dudas. Lo que estaba diciendo es que nadie parecía entender lo que yo entendía. Por lo tanto, yo debía estar loco o ser un genio — O sea que debe de ser alto o bajo [el árbol]», y explicando que la canción fue un «psicoanálisis hecho música».
Lennon comenzó a escribir la canción en Almería, España, durante la filmación de la película How I Won the War, bajo la dirección de Richard Lester, durante septiembre y octubre de 1966. La primera demo de la canción, grabada en Almería, no tenía estribillo y tenía solamente un verso: «There's no one on my wavelength (Creo que no hay nadie en mi onda) / I mean, it's either too high or too low (Quiero decir, es demasiado alta o demasiado baja) / That is you can't you know tune in but it's all right (Eso quiere decir que no puedes, sabes, sintonizar pero está bien ) / I mean it's not too bad (Es decir, creo que no está del todo mal)». Revisó las palabras de este verso para que fueran más oscuras, después escribió la melodía y una parte de la letra para el estribillo (que entonces funcionaba como un puente y todavía no incluía ninguna referencia hacia Strawberry Fields). Después añadió otro verso y una mención a Strawberry Fields. En realidad el primer verso de la primera versión fue escrito antes, poco antes de la grabación de la canción. Por este verso, Lennon de nuevo se inspiró en sus recuerdos de infancia: las palabras «nothing to get hungabout» («nada por lo que preocuparse») fueron inspiradas en la orden estricta de la tía Mimi de no jugar en los campos de Strawberry Field, a la cual Lennon una ocasión respondió «No te pueden golpear por eso». El primer verso que Lennon escribió se convirtió en el segundo en la versión definitiva, y el segundo verso que escribió se convirtió en el último.

## Estructura musical
La canción fue originalmente escrita en la tonalidad de do mayor. La versión grabada se encuentra aproximadamente en si bemol mayor; debido a la manipulación de la velocidad de grabación que la banda solía utilizar a menudo, la versión final no está en la tonalidad estándar. La introducción fue tocada por McCartney con un mellotrón, y la voz comienza con el estribillo en vez del verso. Un medio compás complica el recuento de los versos, así como el hecho de que la voz comienza en la mitad del primer compás. El primer verso viene después del estribillo, y consta de ocho compases de largo. El verso comienza con un acorde de fa mayor (V), la cual progresa a sol menor (vi) en una cadencia. De acuerdo con Alan Pollack, la táctica «acercamiento-evitación» se encuentra en el verso, mientras el acorde V nunca se resuelve en un acorde I directamente como se espera. En su lugar, al final del verso, el acorde de V regresa a un acorde I después de pasar a través del de mi bemol mayor (IV). En la mitad del segundo coro, el «funerario de bronce» se introduce, destacando la letra ominosa. Después de tres versos y tres estribillos, el verso «Strawberry Fields Forever» se repite tres veces, y la canción se desvanece con una guitarra, un violonchelo y un swarmandal. Después de pocos segundos, la canción se desvanece de nuevo, con el mellotron tocando notas disonantes (llevadas a cabo en la grabación del mellotron al revés), la batería, y Lennon diciendo «cranberry sauce» («salsa de arándanos»).

## Grabación
El título de trabajo era «It's Not Too Bad», y
Geoff Emerick, el ingeniero de grabación de sonido, recordó que «comenzó siendo sólo una magnífica, magnífica canción, lo cual era evidente desde la primera vez que John la cantó para todos nosotros, tocando una guitarra acústica». Usando la máquina del aparato de grabación de cuatro pistas de Abbey Road, la grabación de «Strawberry Fields Forever» comenzó el 24 de noviembre de 1966, en el estudio dos de Abbey Road. La grabación tomó 45 horas, que fueron repartidas en cinco semanas. Se suponía que la canción se incluiría en el álbum de la banda de 1967 Sgt. Pepper's Lonely Hearts Club Band, pero en su lugar se lanzó como un sencillo.
La banda grabó tres versiones distintas. Después de que Lennon interpretase la canción para los otros Beatles en su guitarra acústica, la banda grabó la primera toma. Lennon tocó un Epiphone Casino; McCartney tocó un mellotrón, un nuevo instrumento introducido a las bandas gracias a Mike Pinder de The Moody Blues; Starr tocó la batería; y Harrison tocó la guitarra eléctrica. La primera toma grabada comenzó con el verso «Living is easy...», en vez del coro, «Let me take you down», que inicia en la versión publicada. El coro funcionaba como un puente en su lugar, con la voz de Lennon doblada. El último verso, «Always, no sometimes...», tiene armonías a tres partes, con McCartney y Harrison cantando «coros de ensueño». Poco después esta versión fue abandonada y no fue publicada hasta la serie Anthology, en 1996.
Cuatro días después la banda se reunió para intentar un arreglo diferente. La segunda versión de la canción contenía la introducción de mellotrón de McCartney seguido por un estribillo. Grabaron cinco tomas de las pistas básicas de este arreglo (de los cuales dos eran salidas en falso) con la última de ellas siendo elegida como la mejor y sometiendo overdubs complementarios. La última parte vocal de Lennon fue grabada con la cinta reproduciéndose tan rápido para que cuando se reprodujeran a velocidad normal la tonalidad se viera alterada, dando a la voz de Lennon un sonido más raro y confuso. Esta versión se usó para los primeros minutos de la grabación original.
Después de haber grabado la segunda versión de la canción, Lennon quiso realizar algo diferente con ella, como Martin recordó: «Él quería que fuera una canción suave y durmiente, pero dijo que había llegado a ser demasiado estridente. Me preguntó si podía escribirle una nueva línea con las cuerdas. Así que escribí una nueva partitura. [con cuatro trompetas y tres violonchelos] y la grabamos, pero no le agradó». Mientras tanto, el 8 y 9 de diciembre, se grabó otra pista básica, usando un mellotrón, una guitarra eléctrica, el piano, unos címbalos grabados tiempo atrás, y el swarmandel (o swordmandel), una versión hindú de la cítara. Después de revisar la cinta de la versión de Martin y la original, Lennon le contó a éste que le habían gustado ambas versiones, aunque Martin tenía que decirle a Lennon que la partitura orquestal iba a un ritmo más rápido y en un diferente tono, si mayor (la primera versión se encontraba en la mayor). Lennon dijo «Puedes arreglarlo, George», dándole a Martin y Emerick la difícil tarea de unir las dos pistas juntas. Con sólo un par de tijeras editoras, dos máquinas de grabación, y una variable de control de velocidad, Emerick compensó las diferencias entre el número y la velocidad de aumento de la primera versión y la disminución de la velocidad de la segunda. Después unió las dos versiones, comenzando con la partitura orquestal en la mitad del segundo coro. El tono que cambia al unir las dos versiones dio a la voz principal de Lennon una calidad ligeramente «nadadora» de otro mundo.
Lennon dice algo durante la coda de la canción. Estas palabras son difíciles de entender ya que ellas no eran parte de la pista pero fueron recogidas como una filtración en uno de los overdubs de la batería (si se escucha con atención se puede oír a Lennon haciendo comentarios a Ringo). Se cree que Lennon dice «I buried Paul» («Enterré a Paul») causando un gran revuelo en la leyenda de «Paul está muerto». En 1974, McCartney dijo «No fue "I buried Paul" en absoluto, John dijo "cranberrie sauce" ("salsa de arándanos"). Era el fin de Strawberry Fields. Ése era el humor de John. John diría algo totalmente fuera de sincronización, como "salsa de arándanos". Si te das cuenta de que John está dispuesto a decir salsa de arándanos cuando se le da la gana, después comienzas a oír una pequeña y graciosa palabra, y piensas "¡Ahá!"».

## Lanzamiento

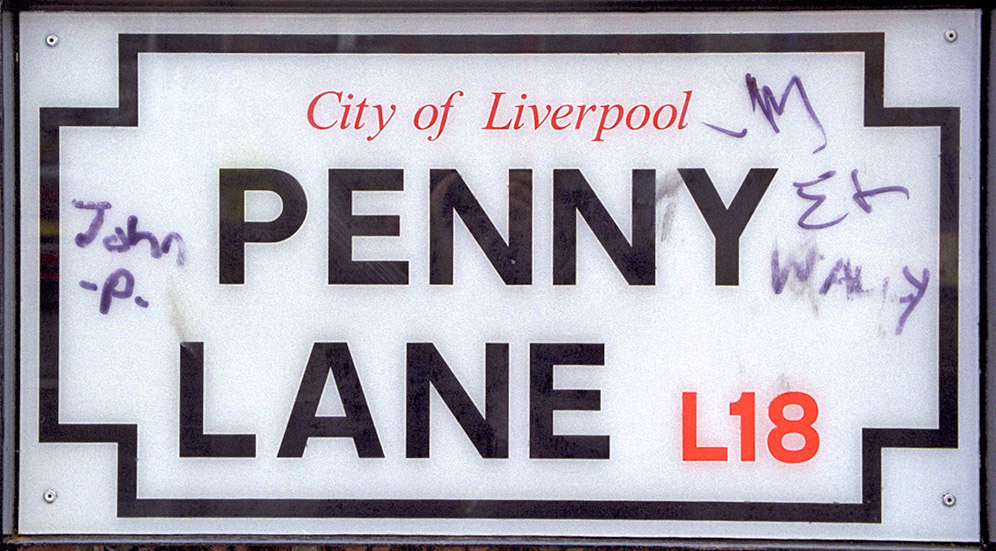
El otro tema del sencillo fue «Penny Lane», una canción tranquila sobre una calle de Liverpool.

Cuando el mánager Brian Epstein presionó a Martin para un nuevo sencillo de The Beatles, Martin dijo a Epstein que el grupo había grabado «Strawberry Fields Forever» y «Penny Lane», que en opinión de Martin eran sus dos mejores canciones hasta la fecha. Epstein dijo que emitiría las canciones como un sencillo con doble lado A, como lo habían hecho con su anterior sencillo, «Yellow Submarine»/«Eleanor Rigby». El sencillo fue lanzado en los Estados Unidos el 13 de febrero de 1967, y en el Reino Unido el 17 de febrero de 1967. Siguiendo la regla del grupo de que las canciones lanzadas como sencillo no debían aparecer en nuevos álbumes, ambas canciones se quedaron fuera en última instancia, del Sgt. Pepper's Lonely Hearts Club Band, pero Martin admitió más tarde que esto se trató de un «error terrible».
Por primera vez desde «Love Me Do» en 1962, un sencillo de The Beatles no alcanzó el número uno en las listas de éxitos británicas. Se quedó en el número dos por detrás de la canción «Release Me» de Engelbert Humperdinck, porque la BBC contó las dos canciones como dos sencillos individuales; dejando a un lado el hecho de que The Beatles vendieron más que Humperdinck casi por el doble. En una entrevista con la radio, McCartney dijo que no estaba molesto porque la canción de Humperdinck «era un mundillo totalmente diferente». Starr dijo más tarde que fue «un alivio» porque se «libraron de presión». «Penny Lane» alcanzó el número uno en los Estados Unidos, mientras que «Strawberry Fields Forever» llegó al número ocho. En los Estados Unidos, ambas canciones fueron incluidas en el LP Magical Mystery Tour.
La canción fue la primera del álbum recopilatorio 1967-1970, lanzado en 1973, y también aparece en la banda sonora Imagine publicada en 1988. En 1996, tres versiones inéditas de la canción fueron incluidas en el álbum Anthology 2: la demo casera original de Lennon, una versión alterada de la primera toma de estudio, y la toma siete completa, de la cual sólo se escucha el primer minuto de la cinta máster. En 2006, una nueva versión mezclada de la canción fue incluida en el álbum Love. Esta versión se basa en un demo acústico (que se corrió a la velocidad de la grabación real) e incorpora elementos de «Hello, Goodbye», «Baby, You're a Rich Man», «In My Life», «Sgt. Pepper's Lonely Hearts Club Band», «Penny Lane», y «Piggies».

## Promoción y recepción

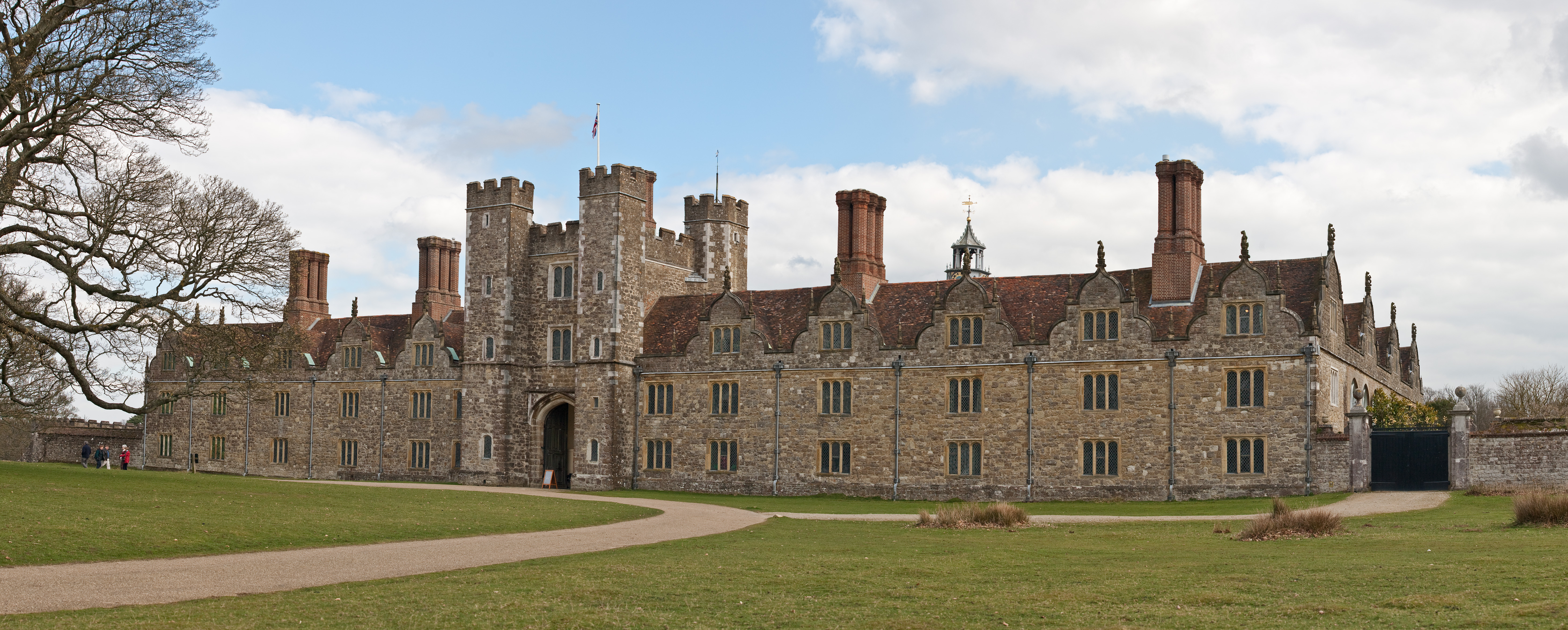
El video promocional de «Strawberry Fields Forever» se realizó en Knole Park.

El video promocional de Strawberry Fields Forever fue filmado el 30 y 31 de enero de 1967, en Knole Park en Sevenoaks. Fue dirigido por el director sueco de televisión Peter Goldman. Goldman era amigo de Klaus Voormann, que recomendó a Peter al grupo. La película cuenta con efectos de reproducción de vídeo al revés, animación stop motion, el salto entre una escena de día y la misma escena de noche, y los cuatro Beatles tocando y después pintando una especie de piano. El video de «Strawberry Fields Forever», junto con el de «Penny Lane», fue seleccionado por el MoMA de Nueva York como dos de los videos musicales más influyentes de la década de 1960. Ambos fueron emitidos originalmente en los Estados Unidos el 25 de febrero de 1967, en el programa de variedades The Hollywood Palace, con el actor Van Johnson como anfitrión. Una caricatura basada en la canción fue el último episodio producido para la serie animada de televisión The Beatles.
«Strawberry Fields Forever» fue bien recibida por la crítica, y todavía se considera un clásico. Tres semanas después de su lanzamiento, la revista Time elogió la canción como «la última muestra del sorprendente ingenio de The Beatles». Richie Unterberger de Allmusic elogió la canción como «uno de los mejores logros de The Beatles y una de las mejores canciones de Lennon—McCartney». Ian MacDonald escribió en Revolution in the Head que «muestra la expresión de un orden superior (...) pocos o ningunos [compositores contemporáneos] son capaces de mostrar sentimientos y la fantasía tan directa, espontánea y original». En 2004, esta canción fue posicionada número 76 en la lista de las 500 mejores canciones de todos los tiempos de la revista Rolling Stone. En 2010, Rolling Stone la nombró la tercera mejor canción de The Beatles. La canción fue denominada como la segunda mejor canción de The Beatles por la revista Mojo, después de «A Day in the Life». Según el sitio agregador de listas Acclaimed Music, es la 23.ª canción más aclamada por los críticos de todos los tiempos.
Brian Wilson de The Beach Boys dijo que «Strawberry Fields Forever» fue en parte responsable de que abandonaran el ambicioso proyecto Smile. La primera vez que Wilson escuchó la canción fue en la radio mientras conducía su automóvil, sintiéndose tan impresionado que tuvo que parar para escucharla hasta el final. Entonces dijo a sus compañeros que The Beatles ya habían alcanzado el sonido que The Beach Boys habían querido lograr. Paul Revere & The Raiders se encontraban entre los grupos estadounidenses con mayor éxito durante 1966 y 1967, teniendo su propio programa de televisión, Where the Action Is. Mark Lindsay (cantante/saxofonista), escuchó la canción en la radio, la compró, y luego la oyó en casa junto con su productor, Terry Melcher. Cuando la canción terminó Lindsay dijo: «Ahora, ¿qué carajos vamos a hacer?» diciendo más tarde: «Con este sencillo, The Beatles aumentaron las expectativas sobre lo que debe ser un disco pop».
La canción volvió a la popularidad 23 años más tarde cuando el grupo británico de música dance Candy Flip lanzó una versión electrónica de la canción. La canción fue bien recibida en general, Allmusic la describió como «más divertida y feliz que la versión original de The Beatles», y fue un éxito comercial en ambos lados del Atlántico, alcanzando el número tres en las listas de éxitos del Reino Unido y el número once en la lista U.S. Modern Rock Tracks.

## Otras versiones
La canción ha sido versionada un número considerable de veces, más notablemente por Peter Gabriel en 1976 en el documental musical All This and World War II, y por Ben Harper para la banda sonora de I Am Sam. Vanilla Fudge, el álbum debut de Vanilla Fudge, también contiene una versión de «Strawberry Fields Forever» titulada «ELDS»; el álbum contiene el título como un acróstico en homenaje a la canción. La versión de Todd Rundgren fue lanzada en su álbum de 1976 Faithful. También fue versionada por Jim Sturgess y Joe Anderson para la película de 2007 Across the Universe.
«Strawberry Fields Forever» también ha sido versionada por Melanie Martinez, Jennifer Lopez, Tomorrow, Noel Gallagher, The Runaways, Gwen Stefani, The Bee Gees, The Bobs, Los Fabulosos Cadillacs (con Debbie Harry), Richie Havens, David Lanz, Cyndi Lauper, Eugene Chadbourne, Campfire Girls, Charly García, Laurence Juber, Me First and the Gimme Gimmes, R. Stevie Moore, Mother's Finest, Odetta, Andy Partridge, The Residents, The Shadows, The Ventures, Cassandra Wilson, XTC, y Ultraviolet Sound.

## Personal
- John Lennon – voz doblada, guitarra rítmica (Epiphone Casino), Mellotron (Mark II) y bongos.
- Paul McCartney – Mellotron (Mark II), bajo (Rickenbacker 4001s), piano (Hamburg Steinway Baby Grand), guitarra eléctrica (Fender Esquire), bongós y timbales.
- George Harrison - guitarra slide y principal (Fender Stratocaster), Swarmandal, maracas y timbales.
- Ringo Starr – batería (Ludwig Super Classic).
- Mal Evans – pandereta
- Neil Aspinall – güiro
- Terry Doran – maracas
- Tony Fisher – trompeta
- Greg Bowen – trompeta
- Derek Watkins – trompeta
- Stanley Roderick – trompeta
- Derek Simpson – violonchelo
- Norman Jones – violonchelo

productores
- George Martin – producción
- Geoff Emerick – ingeniería de audio

## Posición en las listas
| Año  | País           | Lista               | Canción                                  | Posición | Semanas N.º 1 | Semanas en lista |
| ---- | -------------- | ------------------- | ---------------------------------------- | -------- | ------------- | ---------------- |
| 1967 | Reino Unido    | Record Retailer     | «Penny Lane»/«Strawberry Fields Forever» | 2        | —             | 11               |
| 1967 | Reino Unido    | New Musical Express | «Penny Lane»/«Strawberry Fields Forever» | 2        | —             |                  |
| 1967 | Reino Unido    | Melody Maker        | «Penny Lane»/«Strawberry Fields Forever» | 1        | 3             | 10               |
| 1967 | Estados Unidos | Billboard Hot 100   | «Strawberry Fields Forever»              | 8        | —             | 9                |
| 1967 | Estados Unidos | Record World        | «Strawberry Fields Forever»              | 9        | —             |                  |
| 1967 | Estados Unidos | Cash Box            | «Strawberry Fields Forever»              | 10       | —             |                  |